# Planetbase
Planetbase là một game thuộc thể loại chiến lược và mô phỏng không gian do hãng Madruga Works phát triển. Trò chơi được phát hành vào ngày 16 tháng 10 năm 2015 cho Microsoft Windows, và vào ngày 8 tháng 1 năm 2016 cho OS X. Game xoay quanh việc thiết lập thuộc địa của con người trên một hành tinh xa xôi và xây dựng một tiền đồn để tồn tại trên hành tinh này.

## Lối chơi
Lối chơi trong Planetbase liên quan đến việc lãnh đạo một nhóm những người định cư không gian đang cố gắng tạo thành một căn cứ trên một hành tinh bị cô lập. Người chơi được giao vai trò kiến trúc sư cơ sở cũng như người quản lý. Bây giờ, người chơi phải đảm bảo rằng họ xây dựng căn cứ ở một nơi mà người dân có thể sống sót và có nguồn cung cấp thực phẩm, nước uống liên tục và quan trọng nhất là khí oxy. Người chơi có trách nhiệm hướng dẫn cư dân tạo ra một căn cứ tự cung tự cấp, nơi họ có thể lấy nước dễ dàng và trồng thức ăn để sinh sống. Bên cạnh việc hướng dẫn họ khai thác các loại kim loại và robot chế tạo khác nhau. Có bốn hành tinh dùng làm thuộc địa - mỗi hành tinh có điều kiện khác nhau và mức độ khó tăng dần. Những hành tinh này là Hành tinh sa mạc (Desert Planet), Hành tinh băng giá (Frozen Planet), Hành tinh khí khổng lồ (Gas Giant Planet), và Hành tinh bão tố (Storm Planet). Người chơi phải quản lý dòng người mới tới thuộc địa của mình và đảm bảo rằng chỉ những người có một số kỹ năng hữu ích mới được phép đặt chân đến hành tinh này. Những người hữu ích nhất là kỹ sư, công nhân và bảo vệ. Robot có thể được xây dựng để hoàn thành các nhiệm vụ đơn điệu hơn. Giữa tất cả những điều này, người chơi cũng phải sống sót sau thảm họa thiên nhiên như bão cát, pháo sáng mặt trời, bão tuyết và thiên thạch. Trong game có tới 29 công trình khác nhau, cùng năm loại công nhân của con người và ba loại robot. Có 10 cột mốc mà người chơi cần hoàn thành và tám loại công nghệ mua được từ đám thương nhân.

## Đón nhận
Planetbase được 70/100 điểm dựa trên đánh giá của 4 lời phê bình trên Metacritic.